# Fortifications de Roselle

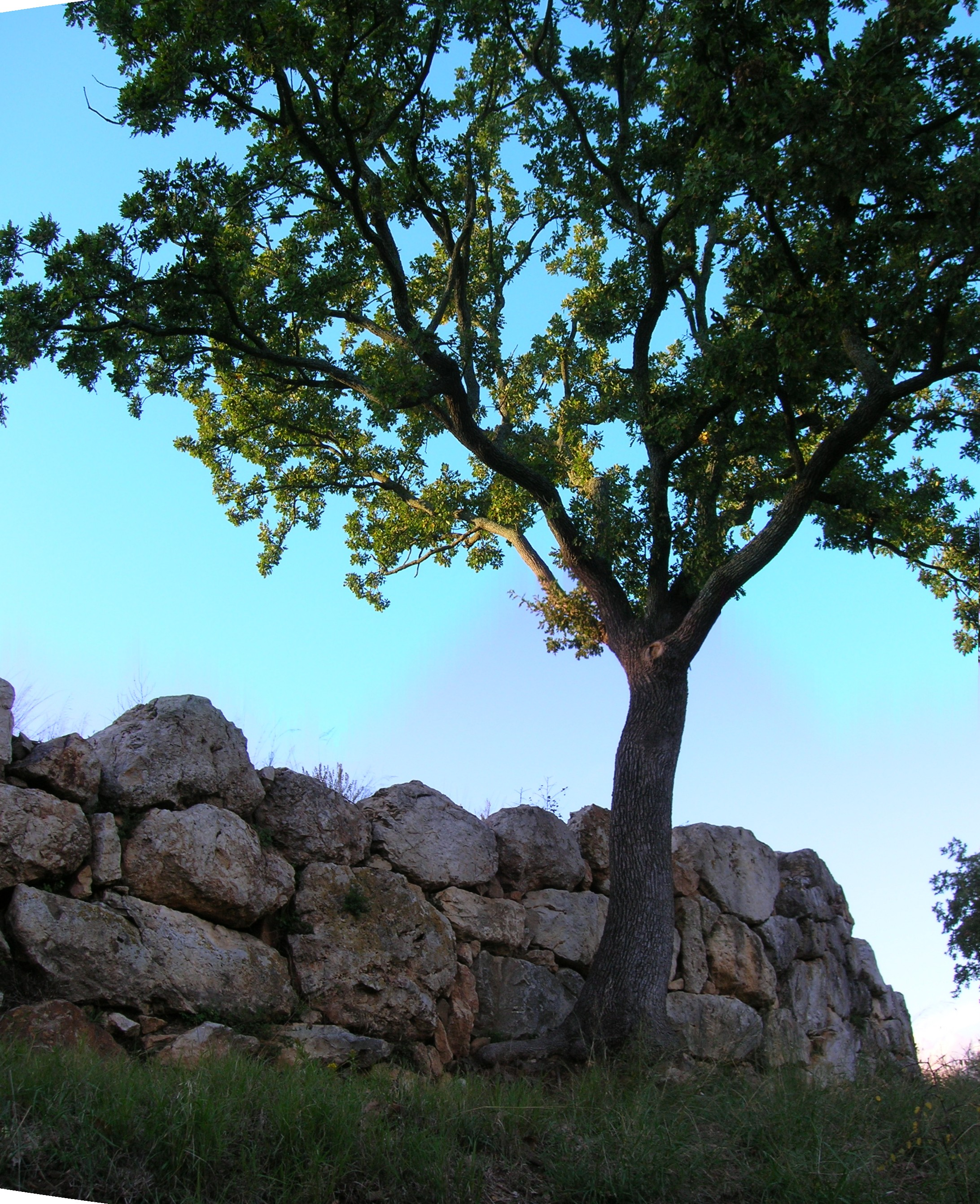
Les murs cyclopéens.

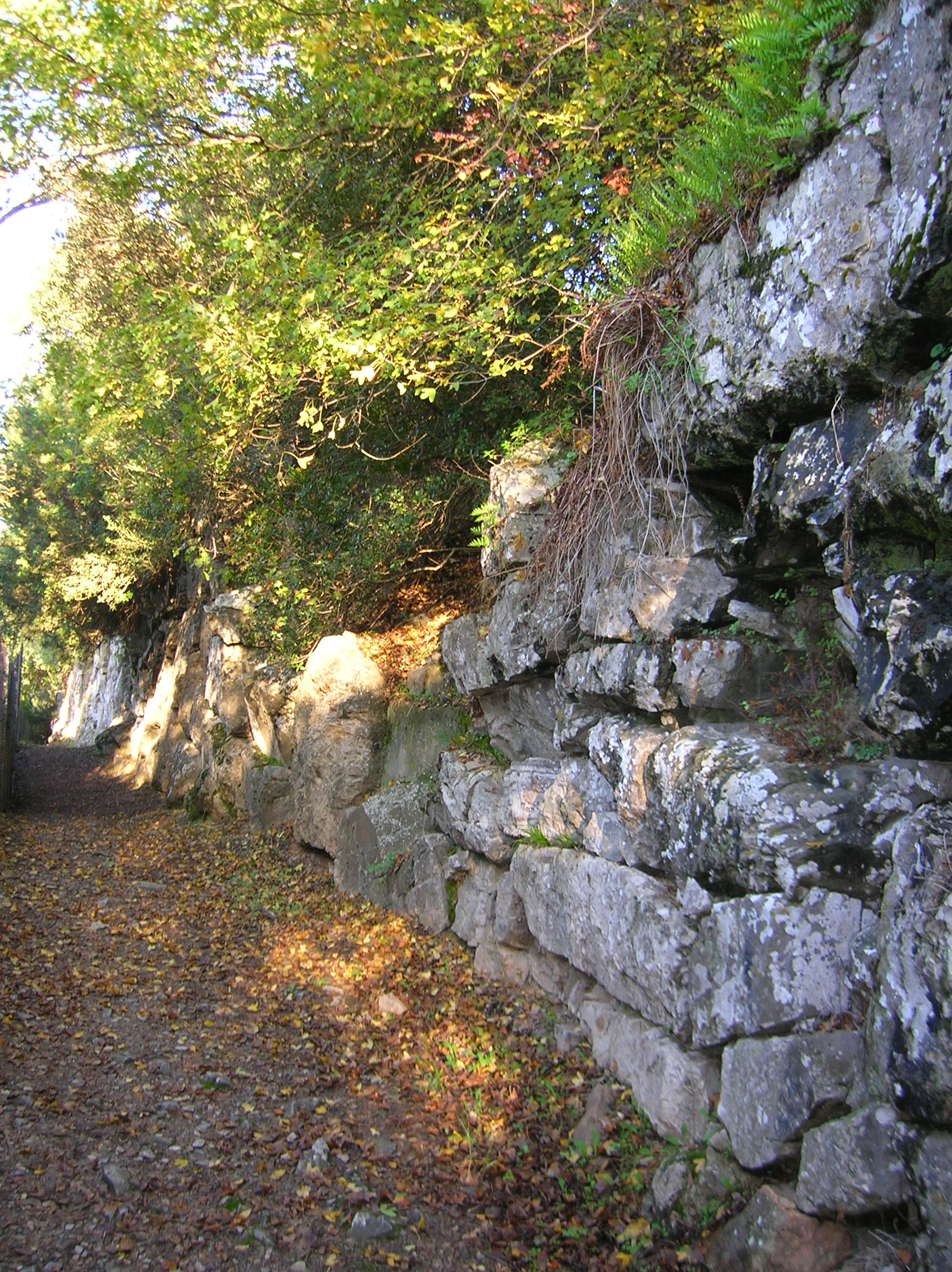
Le sentier de l'aire archéologique longeant les murs.

Les fortifications de Roselle (en italien : Mura di Roselle) constituent le système défensif de l'antique cité de Rusellae qui était située dans la partie nord-orientale du territoire communal de Grosseto.

## Historique
Les fortifications ont été construites par les  Étrusques entre les VIIe et VIe siècles av. J.-C.  afin de protéger la cité de Rusellae qui à l'époque était une des principales villes de  l'Étrurie aussi bien par son importance stratégique que par ses échanges commerciaux avec les autres cités de la zone.
Les murs les plus anciens de l'enceinte se développent entre la partie septentrionale et orientale tandis que le secteur opposé a été complété en dernier.
À l'époque romaine les murs ne subirent aucune intervention ni modification significative du fait que la ville avait continué son expansion à l'extérieur des murailles.
Bien que Rosellae ait été abandonnée précocement à l'époque médiévale, l'enceinte de fortifications nous est parvenue bien conservée.

## Aspect actuel
Les murs de Roselle, de style « cyclopéen », se développent sur un périmètre dont la longueur est supérieure à 3 km.
Dans l'ensemble, la structure de l'enceinte se présente pratiquement intacte. Sa hauteur moyenne est d'environ 7 m renfermant pratiquement dans sa totalité la zone de la cité d'origine étrusque tandis que la partie romaine a été construite à l'extérieur des murailles d'enceinte.
Les murs des fortifications sont constitués par une série de blocs polygonaux en pierre, posés les uns sur les autres rappelant par certains aspects le système défensif de la cité de Tirynthe. Le long de l'enceinte on peut voir les restes de quelques portes d'accès ainsi qu'une poterne de l'époque archaïque étrusque.

## Sources
- (it) Cet article est partiellement ou en totalité issu de l’article de Wikipédia en italien intitulé « Mura di Roselle » (voir la liste des auteurs).